# Listă de aeroporturi după codul ICAO: D
Mai jos este lista de aeroporturi al căror cod ICAO începe cu litera D.
Această listă este generată cu date din Wikidata și este actualizată periodic de un robot.
 Editările făcute în listă vor fi șterse la următoarea actualizare!
| Imagine | Cod ICAO | Articol                                            |
| ------- | -------- | -------------------------------------------------- |
|         | DGTK     | Aeroportul Takoradi                                |
|         | DNMM     | Aeroportul Internațional Murtala Muhammed          |
|         | DAAD     | Aeroportul Ain Eddis                               |
|         | DAAT     | Aeroportul Aguenar–Hadj Bey Akhamok                |
|         | DNCA     | Aeroportul Internațional Margaret Ekpo             |
|         | DBBB     | Aeroportul Cadjehoun                               |
|         | DIBI     | Aeroportul Boundiali                               |
|         | DABT     | Aeroportul Mostépha Ben Boulaid                    |
|         | DISS     | Aeroportul Sassandra                               |
|         | DNIB     | Aeroportul Ibadan                                  |
|         | DNIL     | Aeroportul Ilorin                                  |
|         | DIOD     | Aeroportul Odienné                                 |
|         | DIBU     | Aeroportul Soko                                    |
|         | DTNH     | Aeroportul Internațional Enfidha – Hammamet        |
|         | DNKN     | Aeroportul Internațional Mallam Aminu Kano         |
|         | DIGA     | Aeroportul Gagnoa                                  |
|         | DNMN     | Aeroportul Minna                                   |
|         | DTTZ     | Aeroportul Internațional Tozeur–Nefta              |
|         | DAUH     | Aeroportul Oued Irara–Krim Belkacem                |
|         | DAUO     | Aeroportul Guemar                                  |
|         | DAUU     | Aeroportul Ain Beida                               |
|         | DNAI     | Aeroportul Akwa Ibom                               |
|         | DBBK     | Aeroportul Kandi                                   |
|         | DNMK     | Aeroportul Makurdi                                 |
|         | DNYO     | Aeroportul Yola                                    |
|         | DFFD     | Aeroportul Ouagadougou                             |
|         | DISP     | Aeroportul San Pédro                               |
|         | DTMB     | Aeroportul Internațional Monastir Habib Bourguiba  |
|         | DTTA     | Aeroportul Internațional Tunis–Carthage            |
|         | DBBN     | Aeroportul Natitingou                              |
|         | DGLW     | Aeroportul Wa                                      |
|         | DBBD     | Aeroportul Djougou                                 |
|         | DTTJ     | Aeroportul Internațional Djerba–Zarzis             |
|         | DRZA     | Aeroportul Internațional Mano Dayak                |
|         | DFER     | Aeroportul Arly                                    |
|         | DNBC     | Aeroportul Bauchi State                            |
|         | DIAP     | Aeroportul Port Bouet                              |
|         | DFCC     | Aeroportul Ouahigouya                              |
|         | DFCJ     | Aeroportul Djibo                                   |
|         | DFCL     | Aeroportul Leo                                     |
|         | DFCP     | Aeroportul Pô                                      |
|         | DAUG     | Aeroportul Noumérat – Moufdi Zakaria               |
|         | DBBP     | Aeroportul Parakou                                 |
|         | DNPO     | Aeroportul Internațional Port Harcourt             |
|         | DAOS     | Aeroportul Sidi Bel Abbes                          |
|         | DTKA     | Aeroportul Internațional Tabarka-Ain Draham        |
|         | DTTF     | Aeroportul Internațional Gafsa – Ksar              |
|         | DTTG     | Aeroportul Internațional Gabès – Matmata           |
|         | DA14     | Aeroportul Mostaganem                              |
|         | DXXX     | Aeroportul Lomé-Tokoin                             |
|         | DAFI     | Aeroportul Tsletsi                                 |
|         | DAOB     | Aeroportul Tiaret - Abdelhafid Boussouf Bou Chekif |
|         | DAAJ     | Aeroportul Djanet Inedbirene                       |
|         | DFED     | Aeroportul Diapaga                                 |
|         | DFEE     | Aeroportul Dori                                    |
|         | DFOU     | Aeroportul Diebougou                               |
|         | DIDK     | Aeroportul Dimbokro                                |
|         | DFOD     | Aeroportul Dedougou                                |
|         | DIDV     | Aeroportul Divo                                    |
|         | DAOL     | Aeroportul Oran Tafraoui                           |
|         | DGLE     | Aeroportul Tamale                                  |
|         | DABO     | Aeroportul Oum el Bouaghi                          |
|         | DAUB     | Aeroportul Biskra                                  |
|         | DABS     | Aeroportul Cheikh Larbi Tébessi                    |
|         | DIDL     | Aeroportul Daloa                                   |
|         | DFOB     | Aeroportul Banfora                                 |
|         | DFOG     | Aeroportul Gaoua                                   |
|         | DABC     | Aeroportul Internațional Mohamed Boudiaf           |
|         | DIBK     | Aeroportul Bouaké                                  |
|         | DGSI     | Aeroportul Kumasi                                  |
|         | DGAA     | Aeroportul Internațional Kotoka                    |
|         | DAAE     | Aeroportul Soummam – Abane Ramdane                 |
|         | DAAP     | Aeroportul Takhamalt                               |
|         | DAAS     | Aeroportul Ain Arnat                               |
|         | DAAV     | Aeroportul Jijel Ferhat Abbas                      |
|         | DAAY     | Aeroportul Mécheria                                |
|         | DAON     | Aeroportul Zenata – Messali El Hadj                |
|         | DAOR     | Aeroportul Boudghene Ben Ali Lotfi                 |
|         | DAOV     | Aeroportul Ghriss                                  |
|         | DAOY     | Aeroportul El Bayadh                               |
|         | DATG     | Aeroportul In Guezzam                              |
|         | DATM     | Aeroportul Bordj Mokhtar                           |
|         | DAUA     | Aeroportul Touat-Cheikh Sidi Mohamed Belkebir      |
|         | DAUK     | Aeroportul Sidi Mahdi                              |
|         | DAUL     | Aeroportul L'Mekrareg                              |
|         | DAUT     | Aeroportul Timimoun                                |
|         | DAUZ     | Aeroportul In Aménas                               |
|         | DIBN     | Aeroportul Tehini                                  |
|         | DIGN     | Aeroportul Nero-Mer                                |
|         | DIKO     | Aeroportul Korhogo                                 |
|         | DIYO     | Aeroportul Yamoussoukro                            |
|         | DTTX     | Aeroportul Internațional Sfax–Thyna                |
|         | DAOI     | Aeroportul Internațional Chlef                     |
|         | DNAS     | Aeroportul Asaba                                   |
|         | DRZL     | Aeroportul Arlit                                   |
|         | DNIM     | Aeroportul Sam Mbakwe                              |
|         | DRRN     | Aeroportul Internațional Diori Hamani              |
|         | DIAO     | Aeroportul Aboisso                                 |
|         | DFON     | Aeroportul Nouna                                   |
|         | DFOO     | Aeroportul Bobo Dioulasso                          |
|         | DXNG     | Aeroportul Internațional Niamtougou                |
|         | DAUI     | Aeroportul In Salah                                |
|         | DRZR     | Aeroportul Zinder                                  |
|         | DNEN     | Aeroportul Akanu Ibiam                             |
|         | DNMA     | Aeroportul Maiduguri                               |
|         | DRRT     | Aeroportul Tahoua                                  |
|         | DNBE     | Aeroportul Benin                                   |
|         | DFEB     | Aeroportul Bogande                                 |
|         | DAUE     | Aeroportul El Golea                                |
|         | DFEF     | Aeroportul Fada N'gourma                           |
|         | DIFK     | Aeroportul Ferkessédougou                          |
|         | DAAZ     | Aeroportul Relizane                                |
|         | DFET     | Aeroportul Tenkodogo                               |
|         | DFEZ     | Aeroportul Zabré                                   |
|         | DFOT     | Aeroportul Tougan                                  |
|         | DBBS     | Aeroportul Savé                                    |
|         | DFCA     | Aeroportul Kaya                                    |
|         | DAAB     | Aeroportul Blida                                   |
|         | DIGL     | Aeroportul Guiglo                                  |
|         | DAAG     | Aeroportul Houari Boumediene                       |
|         | DAOO     | Aeroportul Oran Es Sénia                           |
|         | DNKT     | Aeroportul Katsina                                 |
|         | DRRM     | Aeroportul Maradi                                  |
|         | DNAK     | Aeroportul Akure                                   |
|         | DNKA     | Aeroportul Kaduna                                  |
|         | DABP     | Aeroportul Skikda                                  |
|         | DABB     | Aeroportul Rabah Bitat                             |
|         | DNSO     | Aeroportul Internațional Sadiq Abubakar III        |
|         | DITM     | Aeroportul Mahana                                  |
|         | DFOY     | Aeroportul Aribinda                                |
|         | DFEL     | Aeroportul Kantchari                               |
|         | DFEA     | Aeroportul Boulsa                                  |
|         | DAFH     | Aeroportul Hassi R'Mel                             |
|         | DGSN     | Aeroportul Sunyani                                 |
|         | DFEP     | Aeroportul Pama                                    |
|         | DAOF     | Aeroportul Tindouf                                 |
|         | DNAA     | Aeroportul Internațional Nnamdi Azikiwe            |
|         | DISG     | Aeroportul Séguéla                                 |
|         | DIMN     | Aeroportul Man                                     |
|         | DIOF     | Aeroportul Ouango Fitini                           |
|         | DFEG     | Aeroportul Gorom Gorom                             |
|         | DNGO     | Aeroportul Gombe Lawanti                           |
|         | DFEM     | Aeroportul Tambao                                  |
|         | DITB     | Aeroportul Tabou                                   |
|         | DFES     | Aeroportul Sebba                                   |
|         | DNSU     | Aeroportul Warri                                   |
|         | DNJO     | Aeroportul Yakubu Gowon                            |
|         | DNZA     | Aeroportul Zaria                                   |